# Крашник
Кра̀шник (на полски: Kraśnik) е град в Източна Полша, Люблинско войводство. Административен център е на Крашнишки окръг, както и на селската Крашнишка община, без да е част от нея. Самият град е обособен в самостоятелна община с площ 25,52 км2.

## География
Градът се намира в историческата област Малополша. Разположен е на 52 километра югозападно от Люблин, на 66 километра източно от Островец Швентокшиски и на 50 километра южно от Стальова Воля.

## История
Селището получава градски права през 1377 година.
В периода 1975 – 1998 г. е част от старото Люблинското войводство.

## Население
Населението на града възлиза на 34 821 души (2017 г.). Гъстотата е 1364 души/км2.

## Градове партньори
- Хайдубьосьормени, Унгария
- Nogent-sur-Oise, Франция
- Ройселеде, Белгия
- Коростен, Украйна
- Луцк, Украйна
- Турийск, Украйна
- Шилале, Литва